# Mu-Tao Wang
Pour les articles homonymes, voir Wang (patronyme).
Mu-Tao Wang (chinois : 王慕道 ; pinyin : Wáng Mùdào) est un mathématicien taïwanais. Il est actuellement professeur de mathématiques à l'Université de Columbia. 

## Formation
Il est entré à l'Université nationale de Taïwan en 1984, à l'origine pour les affaires internationales, mais au bout d'un an, il a changé pour l'enseignement des mathématiques. Il a obtenu son baccalauréat en mathématiques à l'Université Nationale de Taiwan en 1988, où il obtient ensuite son Master en 1992. Il a obtenu son doctorat en mathématiques, en 1998, à l'Université Harvard, avec une thèse intitulée « Generalized harmonic maps and representations of discrete groups ». Son directeur de thèse à Harvard est le lauréat chinois de la médaille Fields et spécialiste de géométrie différentielle Shing-Tung Yau. Wang a rejoint la faculté de Columbia au titre de professeur adjoint en 2001, et il est nommé professeur ordinaire en 2009. Avant de se joindre à la faculté de Columbia, Wang a été Professeur Assistant « Szego » à l'Université Stanford.

## Travaux
Les recherches de Wang se sont concentrées dans les domaines de la géométrie différentielle et de la physique mathématique, plus précisément de la relativité générale. Il a étudié largement le flot de courbure moyenne (en) dans les plus hautes co-dimensions, conduisant à des critères relatifs à l'écoulement du flot, quant à sa régularité et sa convergence. Dans le domaine de la relativité générale, il est surtout connu pour son travail sur la masse-énergie quasilocale ; la masse quasi-locale de Wang-Yau est nommée en son honneur. 

## Prix et distinctions
Il bénéficie d'une bourse de recherche Sloan de 2003 à 2005. En 2007, il est nommé membre « Kavli » de l'Académie nationale des sciences américaine et il est lauréat du Prix Chern. Wang est Fellow de l'American Mathematical Society et il a reçu la Médaille Morningside d'or en 2010.
En 2010, Wang a donné la conférence plénière inaugurale au Congrès international des mathématiciens chinois, et il a été conférencier à la séance plénière au Congrès international de physique mathématique. En outre, il a également été conférencier plénier lors de la Conférence Internationale sur la Géométrie Différentielle en 2011.
Après avoir remporté la médaille Morningside, Wang a dit à ses interrogateurs qu'il ne se considérait pas comme particulièrement bon élève et qu'il n'avait pas toujours eu de bonnes notes. Il a lutté contre l'étude de sujets qui n'ont pas eu d'intérêt à lui à part l'obtention du diplôme, mais passe beaucoup de temps sur des sujets qui l'intéressent. Il attribue sa carrière en mathématiques à deux personnes : sa mère et son directeur de thèse Shing-Tung Yau. Dans le cas de sa mère, il cite le soutien et la compréhension au moment de sa décision de passer à l'enseignement des mathématiques à l'université, bien que ce soit beaucoup moins lucrative, et décrit sa rencontre avec Yau, en 1992, comme le point crucial de sa vie quand il a décidé de faire de la recherche en mathématiques son objectif principal.

## Sélection de publications
- « A fixed point theorem of isometry action on Riemannian manifolds », Journal of Differential Geometry 50 (1998), no. 2, 249-267.
- « Mean curvature flow of surfaces in Einstein four-manifolds », Journal of Differential Geometry 57 (2001), no. 2, 301-338.
- « Long-time existence and convergence of graphic mean curvature flow in arbitrary codimension », Inventiones Mathematicae 148 (2002), no. 3, 525-543.
- avec Knut Smoczyk : « Mean curvature flows of Lagrangian submanifolds with convex potentials », Journal of Differential Geometry 62 (2002), no. 2, 243-257.
- « The Dirichlet problem for the minimal surface system in arbitrary codimension », Communications on Pure and Applied Mathematics 57 (2004), no. 2, 267-281.
- avec Shing-Tung Yau : « Isometric embeddings into the Minkowski space and new quasi-local mass », Communications in Mathematical Physics 288 (2009), no. 3, 919-942.
- avec Ivana Medoš : « Deforming symplectomorphisms of complex projective spaces by the mean curvature flow », Journal of Differential Geometry 87 (2011), no. 2, 309-342.
- avec Simon Brendle et Pei-Ken Hung : « A Minkowski type inequality for hypersurfaces in the Anti-de Sitter-Schwarzschild manifold », Communications in Pure and Applied Mathematics.
- avec Po-Ning Chen and Shing-Tung Yau : « Quasilocal angular momentum and center of mass in general relativity », arXiv:1312.0990.